# Булат, Борис Адамович
Борис Адамович Булат (12 июля 1912, Тула — 27 марта 1984, Минск) — командир партизанской бригады «Вперёд» Барановичской (ныне территория Гродненской области) и Минской областей Белоруссии. Герой Советского Союза.

## Биография

### Ранние годы
Борис Адамович Булат родился 12 июля 1912 года в г. Тула в семье русского рабочего. Окончив 8 классов школы № 1 Зареченского района, Булат работал монтёром-телеграфистом. В 1933 году вступил в ряды Красной Армии. В 1936 году Булат окончил Объединённую военную школу имени ВЦИК РСФСР и часто стоял в почётном карауле на Красной площади у Мавзолея. В 1940 году Булат окончил Военную академию имени М. В. Фрунзе и был направлен для прохождения службы в Белорусский военный округ.

### Участие в Великой Отечественной войне
На момент начала Великой Отечественной войны помощник начальника оперативного отделения штаба 31-й танковой дивизии старший лейтенант Борис Адамович Булат находился под городом Белостоком. На пятый день боевых действий Булат был тяжело ранен, потеряв кисть правой руки и попал в плен. Вскоре Булату с двумя другими военнопленными удалось сбежать из лагеря, и беглецы решили втроём начать партизанские действия.
Для первой диверсии группа использовала найденные снаряды от 45-мм орудия. Изготовив самодельные мины, Булат с товарищами заложили их под мостик возле деревни Озерница, пустив под откос проходивший паровоз. До конца 1941 года группа совершала небольшие диверсии и налёты на отдельные мелкие группы фашистов, а в начале 1942 года к партизанам присоединились местные жители, готовые сражаться с немцами. Командиром возникшего в Липичанской пуще (лесной массив на стыке современных Мостовского, Щучинского и Дятловского районов Гродненской области) партизанского отряда избрали Булата.
Отряд Булата регулярно проводил диверсии, совершал налёты и вступал в бои с карательными отрядами. В конце ноября 1942 года каратели большими силами стали прочёсывать Липичанскую пущу, где укрывались партизаны. Отряд Булата был оттеснён к слиянию рек Неман и Щара, и командир решил идти на прорыв в сторону Дуборовского леса (лесной массив в Воложинском районе Минской области). Было выбрано наименее ожидаемое место прорыва: через занятую штабом противника деревню Руда Яворская. Партизаны сумели разгромить штаб и напали на колонну противника, направлявшуюся на ночлег в деревню Деревная.
В декабре 1942 года личный состав отряда Булата вырос в бригаду, насчитывавшую более 500 человек. В распоряжении бригады находились несколько 45-миллиметровых орудий и 122-миллиметровая гаубица.
Весной 1943 года, благодаря скоординированным с другими партизанскими соединениями действиям, отряд Булата принял участие в «рельсовой войне» — партизаны взрывали железнодорожные пути на разных участках, лишая немецкие войска транспортных артерий. 20 августа 1943 года партизанами была предпринята массовая диверсионная акция, в результате которой было уничтожено большое количество путей.
В конце 1943 года Булата отозвали в Барановичский обком партии и назначили начальником оперативного отдела областного центра. Вскоре Булат был отправлен в Налибокскую пущу для организации разрозненных отрядов в бригаду. В результате была сформирована партизанская бригада под названием «Вперёд», которая успешно осуществляла нападения на немецкие гарнизоны и проводила диверсии.

Могила Булата на Восточном кладбище Минска.

В 1944 году Борис Адамович Булат получил ранение в бою и был эвакуирован в Москву. В том же году Борис Адамович уволился в запас.
Указом Президиума Верховного Совета СССР от 15 августа 1944 года за образцовое выполнение заданий командования в борьбе против немецко-фашистских захватчиков в тылу противника и проявленные при этом мужество и героизм Борису Адамовичу Булату было присвоено звание Героя Советского Союза с вручением ордена Ленина и медали «Золотая Звезда».

### После войны
В период с конца 1944 по 1946 год Борис Адамович Булат работал заместителем председателя Минского горсовета, а в 1947 году стал директором Минского велозавода (ныне ОАО «МОТОВЕЛО»). В 1956 году Булат окончил Высшую школу пищевой промышленности и с 1951 по 1973 год работал директором кондитерской фабрики «Коммунарка».
27 марта 1984 года Борис Адамович Булат скончался. Похоронен в Минске на Восточном кладбище.

## Награды и звания
- Герой Советского Союза (1944)
- Орден Ленина
- Медаль «Золотая Звезда»

## Память
Именем Бориса Адамовича Булата названы улицы в Гродно, Лиде и Дятлово.